# Stachys turcomanica
Stachys turcomanica là một loài thực vật có hoa trong họ Hoa môi. Loài này được Trautv. miêu tả khoa học đầu tiên năm 1886.